# Breno (Italia)
Breno (en dialecto camuno: Bré) es un municipio italiano de 4.957 habitantes de Val Camonica, en la provincia de Brescia.
El castillo de Breno se erige sobre una colina habitada ya en la prehistoria, y fue el principal baluarte para el control de Val Camonica hasta el siglo XVII. En el siglo XII está documentada la lucha entre Breno y Niardo por la posesión del monte Stabio.
Breno es el principal centro administrativo de Val Camonica. La economía local se funda esencialmente en los servicios: escuelas, tribunales (sección destacada del Tribunal de Brescia). Aquí se encuentra situado el Museo Arqueológico de Val Camonica o Museo Camuna, que contiene objetos y obras de arte que documentan la historia de la región. En su colección de arte se encuentran obras, entre otros, de Francesco Hayez, Faustino Bocchi Bambocciata o Enrico Albricci.

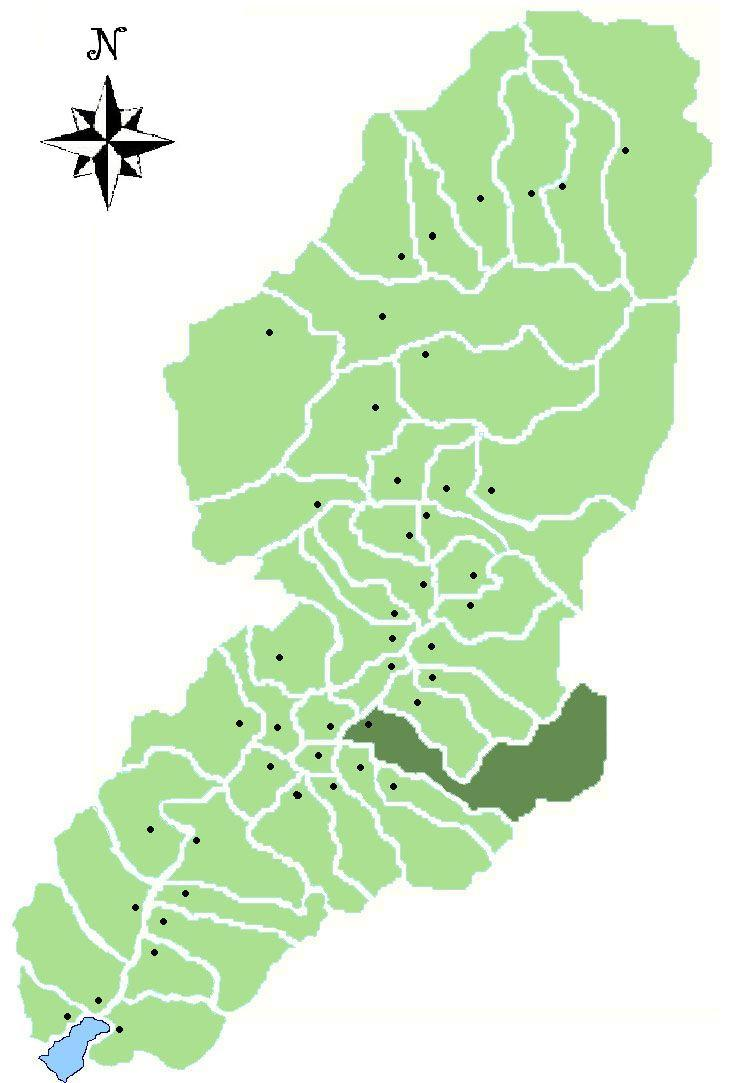
El territorio de Breno en Val Camonica.

## Evolución demográfica
| Gráfica de evolución demográfica de Breno entre 1861 y 2001 |
|                                                             |
| Fuente ISTAT - elaboración gráfica de Wikipedia             |